# 張國鑫
張國鑫（Chang Kuo-hsin，1961年1月12日—），關心公共事務的科技人，台灣南投縣人，出身草屯鎮，國立交通大學電信工程學系學士，美國麻州大學電機碩士，美國德州農工大學電機博士，為民主進步黨黨籍。

## 經歷
曾經擔任南開科技大學教師，埃爾斯特 (Elster) 智慧電錶公司主任工程師，美國菲思卡爾(Freescale)半導體公司高級系統架構師，ZigBee產業聯盟-國際鄰近區域通訊網路工作組主席，IEEE無線電通訊雜誌(Wireless Communication Magazine)工業專欄主編，美國KAZN AM1300 中文廣播電臺政治評論員，臺灣人公共事務會(FAPA)北加州分會長以及民主進步黨美國矽谷支黨部主委。目前擔任星元電力股份有限公司董事長。

## 選舉紀錄
2011年，張國鑫獲民主進步黨徵召，代表民主進步黨參選2012年中華民國立法委員選舉對上中國國民黨的現任立委馬文君決戰南投縣第一選區（烏溪線選區）。2015年再度獲民主進步黨徵召參選2016年中華民國立法委員選舉。
| 年度 | 選舉屆數           | 選舉區           | 所屬政黨   | 得票數 | 得票率 | 當選標記 | 備註 |
| ---- | ------------------ | ---------------- | ---------- | ------ | ------ | -------- | ---- |
| 2012 | 第八屆立法委員選舉 | 南投縣第一選舉區 | 民主進步黨 | 49,950 | 38.55% |          |      |
| 2016 | 第九屆立法委員選舉 | 南投縣第一選舉區 | 民主進步黨 | 52,521 | 45.23% |          |      |

## 外部連結
- 張國鑫粉絲專頁
- 台灣汽電共生股份有限公司 （页面存档备份，存于）